# Rosulabryum densifolium
Rosulabryum densifolium là một loài Rêu trong họ Bryaceae. Loài này được (Brid.) Ochyra mô tả khoa học đầu tiên năm 2003.